# Епископ захумско-херцеговачки и приморски Атанасије
Атанасије (световно Зоран Јевтић; Брдарица, код Коцељеве, 8. јануар 1938 — Требиње, 4. март 2021) био је умировљени епископ захумско-херцеговачки и приморски и бивши епископ банатски (1991—1992). Био је један од четири ученика Светог Јустина Ћелијског, који га је замонашио у манастиру Пустиња, познат православни теолог данашњице и професор емеритус на Универзитету у Београду.

## Биографија
Рођен је 8. јануара 1938. године у селу Брдарица код Коцељеве. Основну школу завршио је у Драгињу. Завршио је богословију у Београду (у генерацији са митрополитом Амфилохијем и епископом Лаврентијем). Уписао је Богословски факултет 1958, а замонашен је 3. децембра 1960. године. Дипломирао је на Богословском факултету јуна месеца 1963, а следеће 1964. године одлази на Теолошку академију на Халки (Турска), а потом на Теолошки факултет у Атину. Ту је одбранио докторску тезу из догматике на тему „Еклисиологија апостола Павла по Светом Јовану Златоустом“. У јесен 1968. године одлази у Париз, где најпре наставља богословске студије на Институту Светог Сергија и даље усавршава знање француског језика. После проведене једне године изабран је за професора на Институту. Наредне три године је предавао Увод у богословље и Патрологију са Аскетиком, а последњу годину предавао је и Историју цркве византијског периода. Вратио се из Париза 1972. године и од тада је на Богословском факултету СПЦ у Београду низ година предавао Историју хришћанске цркве, неко време Историју српске цркве, а 1987. изабран је за редовног професора Патрологије. Биран је за декана Богословског факултета у периоду 1980—1981. и 1990—1991. године.
Током рада на факултету, објавио је око стотину научних радова. Отворено иступа, захваљујући одличном познавању филозофске и теолошке мисли и својом свестраношћу, остварујући дијалог са тадашњим заступницима марксизма и материјализма.
Хиротонисан је за епископа банатског у Саборној цркви Светог Николе у Вршцу, 7. јула 1991. године. Већ следеће године је одређен за епископа захумско-херцеговачког. Изабран је за првог ректора новоотворене Духовне академије Светог Василија Острошког у Србињу, 1994. године. Услед тешке повреде, повукао се са архипастирских дужности уз сагласност Светог архијерејског сабора (1999). Привремено је вршио дужност администратора Епархије рашко-призренске, након разрешења епископа рашко-призренског Артемија.
Учествовао је на многобројним домаћим и међународним скуповима из области црквене историје, филозофије, теологије и хришћанске културе.
Био је члан Удружења књижевника Србије.

## Смрт
Епископ Атанасије Јевтић примљен је у Јавној здравственој установи Болница Требиње, 17. фебруара 2021. године због обостране упале плућа изазване вирусом SARS-CoV-2. Због упале плућа био је прикључен на неинвазивну респираторну подршку. Епископово здравствено стање се погоршало 2. марта исте године. Истога дана посетили су га епископ Јоаникије и епископ Димитрије. Његово преосвештенство преминуо је у вечерњим часовима, у четвртак, 4. марта 2021. године, у Јавној здравственој установи Болница Требиње.
Због смрти епископа Атанасија, "у Херцеговини је проглашена дводневна жалост поводом смрти Атанасија."
Патријарх српски Порфирије сам је служио помен преминуломе епископу у капели Патријаршијске резиденције у Београду јер се тада налазио у самоизолацији због блиског контакта с особом зараженом вирусом корона. Принц Филип Карађорђевић је у суботу 6. марта отпутовао у Требиње да би одао последњи поздрав епископу Атанасију истакавши: "Захвалан сам Богу што сам имао тај благослов да последњих годину дана проведем много лепих тренутака са њим. Много тога сам чуо и научио од Владике Атанасија. Он је био најбољи пример како се воли и бори за своју земљу и свој народ. Историја ће га памтити као једну од највећих и најзначајнијих личности наше Цркве и нашег народа. Вечан му помен и Царство небеско."
Патријарх Порфирије сматра да је епископ Атанасије, уз Светог Николаја Охридског и Жичког и Светог оца Јустина Ћелијског, најзначајни српски теолог у свету.

## Признања
- Орден Републике Српске (2012)[4]
- Орден Његоша првог реда[1]
- Печат херцега Шћепана (2018)[5]

## Дела
Посебно важна дела из обимне библиографије епископа Атанасија су: Патрологија, зборници студија и чланака: Бог се јави у телу, Духовност Православља, Живо предање у Цркви, Загрљај светова, На путевима отаца I и II, Трагање за Христом, Философија и теологија.
Објавио је многе преводе са старогрчког, старословенског, хебрејског, француског, руског и других језика.

### Изабрани радови
- Јевтић, Атанасије (1973). „Увод у теологију кападокијских отаца о Светоме Духу” (PDF). Теолошки погледи. 6 (1): 22—36. Архивирано из оригинала (PDF) 23. 03. 2018. г. Приступљено 23. 03. 2018.
- Јевтић, Атанасије (1981). „Други Васељенски сабор” (PDF). Теолошки погледи. 14 (1-3): 81—96. Архивирано из оригинала (PDF) 23. 03. 2018. г. Приступљено 23. 03. 2018.
- Јевтић, Атанасије, ур. (1986). Саборност-католичност Цркве: Зборник чланака православних теолога. 1. Београд: Богословски факултет СПЦ.
- Јевтић, Атанасије (1989). „Хроника страдања Срба на Косову и у Метохији (1941-1989)” (PDF). Богословље: Часопис Православног богословског факултета у Београду. 33 (1-2): 55—79. Архивирано из оригинала (PDF) 24. 09. 2019. г. Приступљено 25. 03. 2018.
- Јевтић, Атанасије (1990). Страдања Срба на Косову и Метохији од 1941. до 1990. Приштина: Јединство.
- Јевтић, Атанасије (1991). „О унијаћењу на територији Српске православне цркве” (PDF). Теолошки погледи. 24 (1-4): 131—146. Архивирано из оригинала (PDF) 01. 10. 2020. г. Приступљено 23. 03. 2018.
- Јевтић, Атанасије (2011). „Христологија Севира Антиохијског није православна” (PDF). Теолошки погледи. 44 (2): 47—54. Архивирано из оригинала (PDF) 19. 10. 2020. г. Приступљено 23. 03. 2018.
- Јевтић, Атанасије (2012). „Свети Васељенски Сабори: Осми (879–880. г.) и Девети (1351. г.)” (PDF). Теолошки погледи. 45 (1): 69—90. Архивирано из оригинала (PDF) 11. 09. 2020. г. Приступљено 23. 03. 2018.

### Преводи
- Књиге макавејске
- Псалтир
- Књига постања, са коментарима
- Дела Светих Отаца
- Дела апостолских ученика
- Празничне беседе Св. Григорија Богослова
- Беседе Св. Јован Дамаскина